# Mark Henry
Mark Jerrold Henry (ur. 12 czerwca 1971, Silsbee, Teksas) – amerykański zawodowy zapaśnik, sztangista, trójboista siłowy i strongman. Najbardziej znany jest ze swojej 25-letniej kariery w WWE. Był mentorem Luckego Cannona w NXT. Jest zawodnikiem typu heel.
Na Smackdown 19 sierpnia wygrał 20 osobowy Battle Royal, tym samym stając się pretendentem do pasa wagi ciężkiej, który zdobył na Night of Champions 18 września 2011 roku pokonując Randy'ego Ortona. Na Hell In A Cell 2011 obronił tytuł mistrza wagi ciężkiej. Na SmackDown 7 października 2011 został zaatakowany przez wracającego na SmackDown Big Showa, który zniszczył nim stół komentatorski wykonując na nim Chokeslam. Na Vengeance 2011 obronił pas, w wyniku podwójnej dyskwalifikacji z Big Showem. Na Survivor Series przegrał walkę z Big Show'em poprzez dyskwalifikację, po walce chciał ponownie wprowadzić Big Showa do Hall of pain, ale nie udało mu się. Big Show złamał mu nogę. Na WWE TLC Henry zmierzy się kolejny raz z Big Show'em o tytuł Mistrza Świata Wagi Ciężkiej. Na WWE TLC przegrał walkę z Big Show'em o pas wagi ciężkiej. Na gali Royal Rumble, przegrał Triple Thread Steal Cage Match o pas WHC. Podczas kolejnej gali WWE PPV Elimination Chamber miał być jednym z sześciu zawodników, którzy zmierzą się w stalowej klatce o pas wagi ciężkiej, lecz został usunięty ze starcia przez generalnego managera SmackDown, Theodora Longa, został także przez niego zawieszony ponieważ chciał go zaatakować. Powrócił w lutym 2013 roku atakując Reya Mysterio i Sin Carę. Na Elimination Chamber 2013 miał szansę walczyć na WrestleManii 29 o pas wagi ciężkiej jednak nie wygrał walki w komorze. Na WrestleManii XXIX wygrał z Rybackiem. Na Extreme Rules 2013 przegrał walkę z Sheamusem w stypulacji Strap match. Na Money in the Bank miał szansę po raz pierwszy zostać WWE Championem, jednak nie udało mu się pokonać ówczesnego mistrza Johna Ceny. Następnie został wplątany w konflikt z The Shield. Miał przeciwko nim walczyć wraz z Big Showem o pasy Tag Team, ale do walki nie doszło, ponieważ Mark doznał kontuzji. Powrócił podczas Survivor Series, gdzie pokonał Ryback'a.
Styl walki
Finishery
- World's Strongest Slam (Falling powerslam)

Standardowe akcje
- Back body drop
- Bearhug
- Big boot
- Body avalanche
- Clothesline
- Corner slingshot splash
- Elbow drop
- Headbutt
- Leapfrog body guillotine
- Military press transitioned into either a drop or a slam
- Multiple Suplex variations
  - Belly to back
  - Belly to belly
  - Delayed vertical
  - Super
- Nerve hold
- One foot stomp - na brzuch lub klatkę piersiową leżącego przeciwnika
- Powerbomb
- Running powerslam
- Running splash
- Scoop powerslam
- Scoop slam
- Shoulder block
- STO

## Życie prywatne
Żonaty z Janą Perry, z którą ma dwoje dzieci – córkę Joannę i syna Jacoba. Jest kuzynem byłego zawodnika futbolu amerykańskiego Kevina Henry'ego, znanego z występów w National Football League.
W dzieciństwie zmagał się z dysleksją. Cierpi na przewlekłą encefalopatię pourazową, spowodowaną obrażeniami jakich doznał w ringu. Jest członkiem krajowej rady doradczej organizacji Concussion Legacy Foundation, dążącej do zwiększania świadomości społecznej na temat tego schorzenia. W 2019 zadeklarował chęć pośmiertnego przekazania swojego mózgu do badań naukowych związanych z CTE.

## Osiągnięcia

### Trójbój siłowy
- Były rekordzista świata w przysiadzie ze sztangą – 430 kg (1995)[6]

### Professional wrestling
- Pro Wrestling Illustrated
  - Największy Progres (2011)
  - PWI sklasyfikowało go na 472. miejscu z 500 najlepszych wrestlerów roku 2003
  - PWI sklasyfikowało go na 9. miejscu z 500 najlepszych wrestlerów roku 2012

### Wrestling
World Wrestling Federation/World Wrestling Entertainment
- ECW Championship
- WWF European Championship
- WWE World Heavyweight Championship
- Zdobywca statuetki Slammy Awards (3 razy):
- Holy $#!+ Move of the Year (2011) – z Big Show'em
- Match of the Year (2014) – Team Cena vs. Team Authority na Survivor Series
- Feat of Strength of the Year (2013) Ciągnięcie dwóch ciężarówek gołymi rękoma
- WWE Hall of Fame (2018)

### Strongman
Arnold Classic
- Arnold Classic Stronghest Man (2002)

### Podnoszenie ciężarów
Igrzyska olimpijskie
- Członek drużyny olimpijskiej na LIO w 1992 oraz 1996.

Igrzyska panamerykańskie
- srebro (1995)
- Rekord Ameryki seniorów w rwaniu, podrzucie oraz dwuboju w latach 1993–1997.
- Mistrz seniorów Stanów Zjednoczonych w podnoszeniu ciężarów (1993, 1994, 1996)